# Acrocercops iraniana
Acrocercops iraniana là một loài bướm đêm thuộc họ Gracillariidae. Nó được tìm thấy ở Iran. Nó được miêu tả bởi P. Tiberti năm 1990.